# Myrsine africana
Myrsine africana L. – gatunek roślin z rodziny pierwiosnkowatych (Primulaceae). Występuje naturalnie w Afryce na obszarze od Południowej Afryki po Erytreę, w Azji od Półwyspu Arabskiego po Chiny oraz na Azorach.

## Rozmieszczenie geograficzne

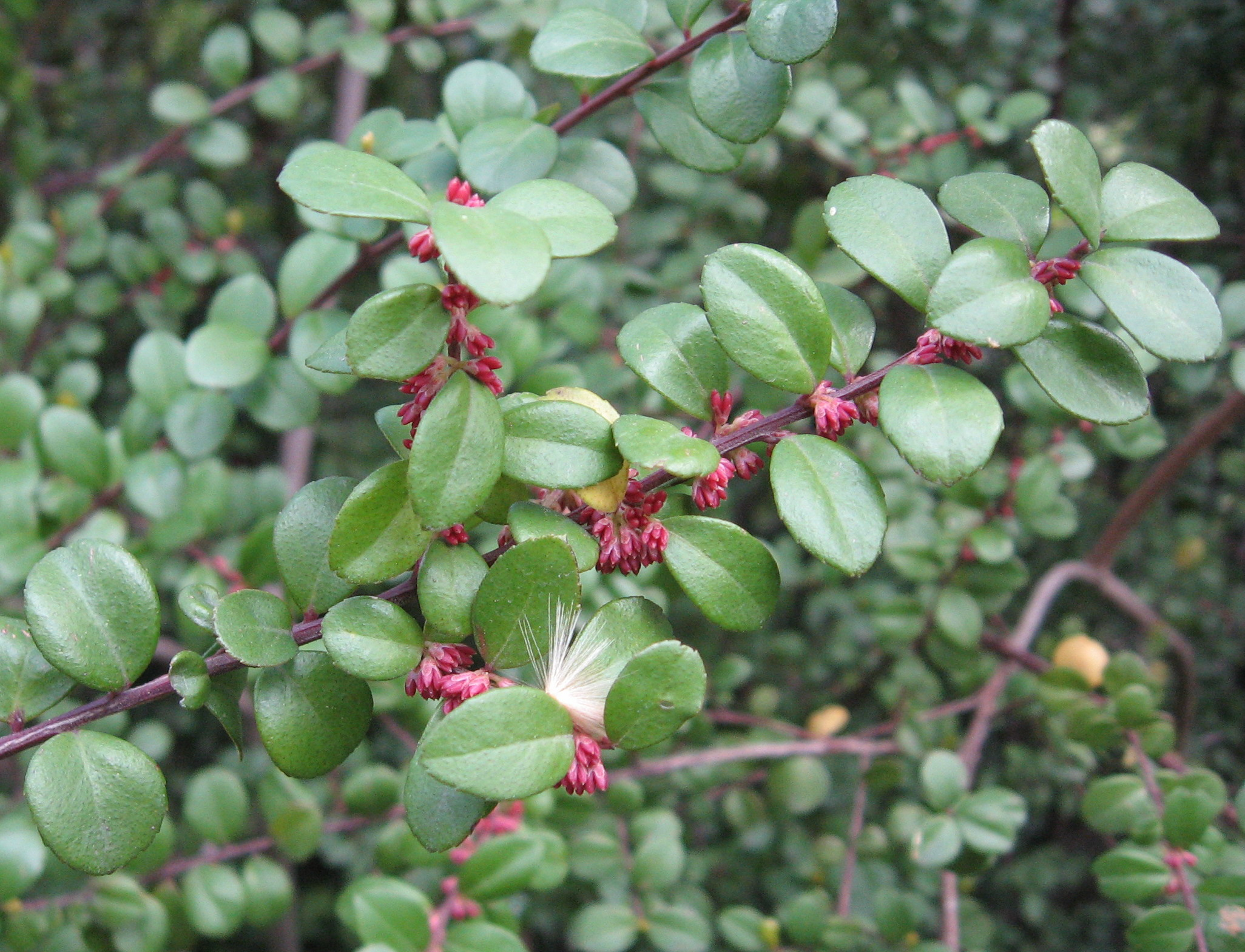
Liście

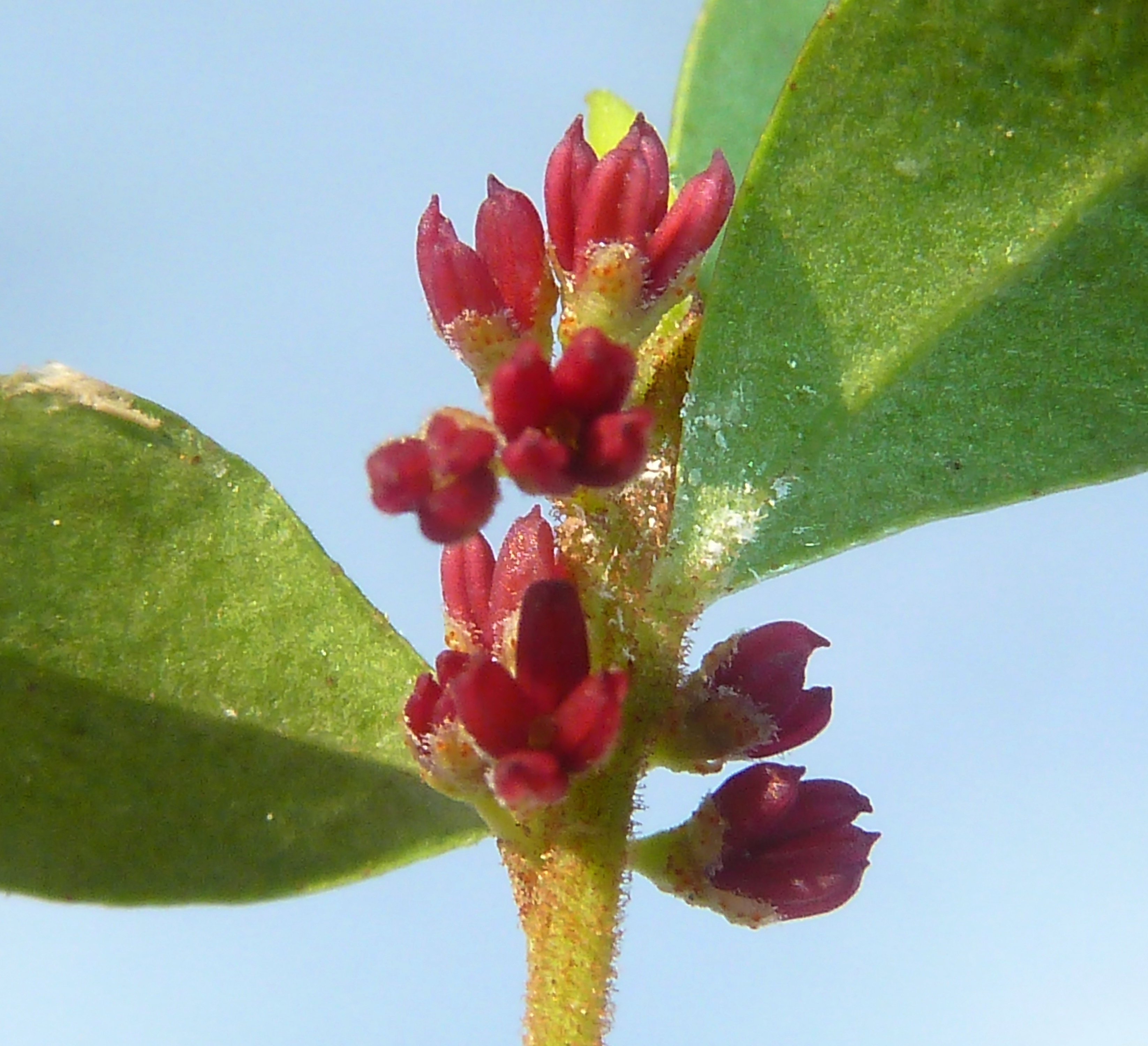
Kwiatostany

Rośnie naturalnie na Azorach, Wyspach Zielonego Przylądka, w Południowej Afryce, Lesotho, Eswatini, Mozambiku, Malawi, Zimbabwe, Zambii, Angoli, Demokratycznej Republice Konga, Tanzanii, Rwandzie, Ugandzie, Kenii, Somalii, Etiopii, Erytrei, Sudanie, Arabii Saudyjskiej, Jemenie, Afganistanie, Pakistanie, Indiach (wliczając Arunachal Pradesh), Chinach (w częściach wschodniej, południowo-wschodniej i południowej oraz w Tybecie) i na Tajwanie. 

## Morfologia
PokrójZimozielone drzewo lub krzew. Dorastające do 1–3 m wysokości.
LiścieBlaszka liściowa jest skórzasta i ma kształt od lancetowatego po eliptyczny lub okrągławy. Mierzy 5–20 mm długości oraz 5–10 mm szerokości, jest całobrzega, ma tępą nasadę i ostry lub tępy wierzchołek. Ogonek liściowy jest nagi i ma 1–2 mm długości.
KwiatyZebrane w pęczkach wyrastających z kątów pędów. Mają 4 działki kielicha o owalnym kształcie i dorastające do 1 mm długości. Płatki są 4, podługowate i mają 2 mm długości.
OwocPestkowce mierzące 3-4 mm średnicy, o kulistym kształcie i czarnej lub czerwonej barwie.